# 17. kolovoza
17. kolovoza (17. 8.) 229. je dan godine po gregorijanskom kalendaru (230. u prijestupnoj godini).
Do kraja godine ima još 136 dana.

## Događaji
- 1420. – Prestao postojati Judikat Arboreja.
- 1807. – Fultonov parobrod isplovio je iz New Yorka za Albany.
- 1943. – Drugi svjetski rat: Winston Churchill, F. D. Roosevelt i William Lyon Mackenzie King započeli Prvu kvebečku konferenciju.
- 1945. – Proglašenje neovisnosti Indonezije, priznata 27. prosinca 1949.
- 1960. – Neovisnost Gabona,
- 1970. – Lansirana je "Venera 7", prvi svemirski uređaj koji će uspješno poslati podatke s površine drugog planeta (Venere) na Zemlju.
- 1988. – U zrakoplovnoj nesreći poginuo pakistanski državnik Zia ul-Hak.
- 1990. – Izbila je "balvan-revolucija" u Hrvatskoj, početak oružane srpske pobune.
- 1990. – Otvoreno stavljanje JNA na stranu pobunjenih Srba: dva MiG-a 21 JNA su presreli tri helikoptera MUP-a RH koji su pošli ugušiti velikosrpsku pobunu. Zaprijetili su im rušenjem, zbog čega su se ovi vratili.[1]
- 1999. – Katastrofalni potres jakosti 7,4 stupnja po Richteru pogodio je gusto naseljeno područje zapadne Turske. Poginulo je više od 17.000 osoba a 50.000 ih je ozlijeđeno.

| - 1786. – Davy Crockett, američki narodni junak († 1836.) - 1828. – Maria Deraismes, francuska spisateljica († 1894.) - 1887. – Karlo Austrijski, posljednji austrijski car i ugarsko-hrvatski kralj († 1922.) - 1888. – Trofima Miloslavić, hrvatska katolička redovnica († 1950.) - 1893. – Mae West, američka filmska glumica († 1980.) - 1911. – Ante Kaštelančić, hrvatski slikar († 1989.) - 1911. – Mihail Botvinik, ruski šahist († 1995.) - 1927. – Štefan Geošić, hrvatski književnik Gradišća († 2022.) - 1932. – Vidiadhar Surajprasad Naipaul – britanski književnik i nobelovac - 1943. – Robert De Niro, američki filmski glumac i redatelj - 1947. – Ivo Pranjković, hrvatski jezikoslovac - 1955. – Slavica Knežević, hrvatska glumica - 1957. – Alen Islamović, bosanski glazbenik - 1960. – Sean Penn, američki filmski glumac i redatelj - 1977. – William Gallas, francuski nogometaš - 1977. – Thierry Henry, francuski nogometaš - 1978. – Jelena Karleuša, srpska pjevačica i bivša kolumnistica - 1989. – Alexandru Mățel, rumunjski nogometaš - 2003. – The Kid Laroi, australski pjevač i tekstopisac | - 1681. – Nikon, ruski patrijarh (* 1605.) - 1786. – Fridrik II. Veliki, pruski kralj (* 1712.) - 1786. – Vasil Tredjakovski, ruski pjesnik - 1984. – Nenad Brixy, hrvatski novinar i književnik (* 1924.) - 1999. – Reiner Klimke, njemački sportaš (* 1936.) - 2015. – Arsen Dedić, hrvatski skladatelj, književnik, prevoditelj, pjesnik i kantautor (* 1938.) |

## Blagdani i spomendani
- Dan grada Labina